# 小野村拓志

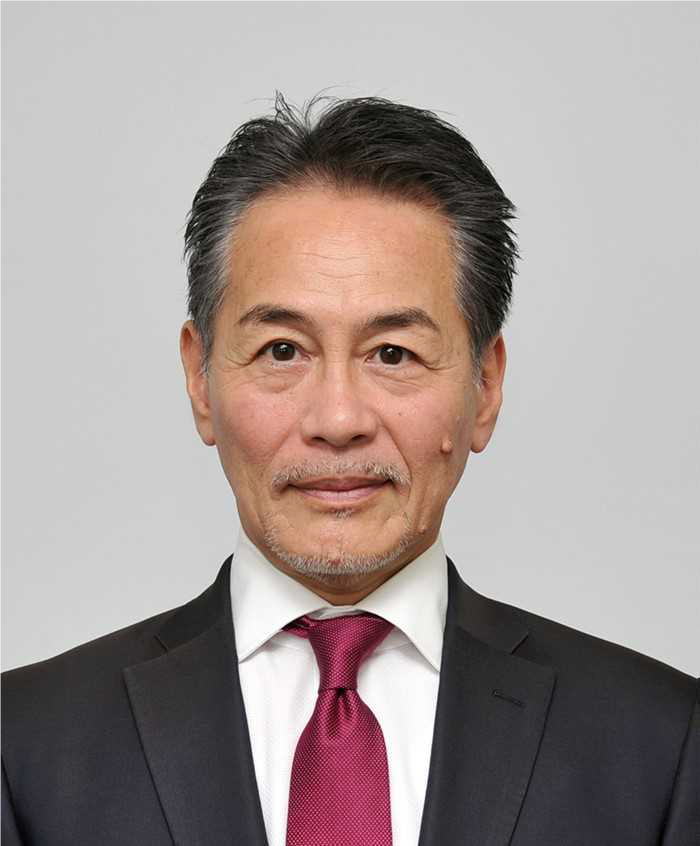
外務省より公表された公式肖像画像

小野村 拓志（おのむら ひろし、1965年（昭和40年）1月7日 - ）は、日本の外交官。京都府出身。独立行政法人日本貿易振興機構（JETRO）理事を経て、2022年（令和4年）10月から駐ボリビア特命全権大使。

## 人物・経歴
京都府出身。1988年（昭和63年）上智大学法学部卒業後、特殊法人日本貿易振興会（現・独立行政法人日本貿易振興機構）に入会。1998年（平成10年）事業統括部国内事業課課長代理、2000年（平成12年）事業統括部国内事業課上席課長代理、同年9月事業統括部海外事業課上席課長代理兼事業統括部統括課課長代理、2001年（平成13年）企画部企画課上席課長代理兼企画部総括課課長代理、2003年（平成15年）（独）日本貿易振興機構企画部主査、2006年（平成18年）クアラルンプール・センター次長、2009年（平成21年）総務部人事課長、2011年（平成23年）香港事務所長、2015年（平成27年）総務部次長、2016年（平成28年）農林水産・食品部次長、2017年（平成29年）日本食品海外プロモーションセンター事務局次長、2020年（令和2年）総務部長、2021年（令和3年）理事、2022年（令和4年）退職後、外務省駐ボリビア特命全権大使。